# Nababia grisea
Nababia grisea är en insektsart som beskrevs av Irena Dworakowska 1994. Nababia grisea ingår i släktet Nababia och familjen dvärgstritar. Inga underarter finns listade i Catalogue of Life.